# Interisland Airlines-vlucht UP-AN216
Interisland Airlines UP-AN216 was een vlucht in de Filipijnen die op 21 april 2010 om 20:50 uur neerstortte in de Filipijnse provincie Pampanga. De vrachtvlucht werd uitgevoerd door Interisland Airlines in opdracht van UPS. Het vliegtuig was afkomstig van Mactan-Cebu International Airport bij Cebu City en was met zes buitenlandse bemanningsleden aan boord onderweg naar Diosdado Macapagal International Airport bij Angeles. Brand in de elektronica dwong de piloot tot een noodlanding in een rijstveld in barangay Laput in Mexico (Pampanga). Hierbij kwamen drie bemanningsleden om het leven. De andere drie wisten zich met een parachute te redden.

## Vliegtuig
Het vliegtuig was een Antonov An-12 met registratienummer UP-AN216. Het toestel was geleaset van ATMA en maakte de eerste vlucht in 1963.